# Ferdinand Hahn (Versicherungsmanager)

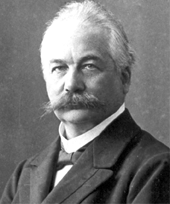
Ferdinand Hahn

Karl Franziskus Wilhelm Ferdinand (* 26. Mai 1845 in Friedberg; † 12. Dezember 1906 in Magdeburg) war ein deutscher Versicherungsfachmann.
Hahn war der Sohn eines Kaufmanns und späteren Versicherungsagenten im hessischen Friedberg. Er studierte in den Jahren 1862 bis 1866 Rechtswissenschaften in Leipzig und Gießen und promovierte in Gießen. Danach war er wenige Jahre im Staatsdienst tätig, bevor er 1868 Inspektor der Magdeburger Feuerversicherungs-Gesellschaft wurde. 1871 übernahm er nach dem Tod des Vaters dessen Generalagentur der Magdeburger Versicherungsgruppe.
Im Jahre 1870 heiratete er Martha Koch, Tochter des Friedrich Koch, der seit 1858 Generaldirektor der Magdeburger Hagelversicherungs-Gesellschaft war.
1889 erfolgte seine Berufung als Direktor und ein Jahr später nach dem Tod des Schwiegervaters als Generaldirektor der von Friedrich Knoblauch gegründeten Magdeburger Allgemeinen Versicherungs-AG. Er wurde ebenso Verwaltungsratsmitglied weiterer Versicherungsgesellschaften.
Als Berater der Reichsregierung wirkte er an Entwürfen zur Gesetzgebung über das private Versicherungswesen entscheidend mit.
Sein Sohn war Heinrich Hahn.

## Schriften
- Haftpflicht und Unfallversicherung. Ein Referat erstattet in der Generalversammlung des Verbandes deutscher Müller zu Stettin am 27. Juni 1882 – Nebst den vom Verband Deutscher Müller einstimmig gefassten Resolutionen. Schäfer, Leipzig 1882, OCLC 82583471.